# Eva Dedova
Eva Dedova  (22 de febrero de 1992, Alma Ata, Kazajistán) es un actriz kazajo-turca. Sus padres son de Kazajistán pero de ascendencia rusa. Estudió en Kadir Has departamento de teatro Universitario. Habla turco, ruso, kazajistaní e inglés.

## Filmografía

### Película
- Mahmut ile Meryem (película Azerbaiyán - Colombia)

### Series
- Çok Güzel Hareketler Bunlar
- Kavak Yelleri
- Yalan Dünya
- Kurt Seyit ve Şura
- Babam ve Ailesi

### Comerciales
- DeFacto
- Anadolu Hayat Sigorta
- Kent
- Arabam.com